# IC 2782
IC 2782 — галактика типу Sd () у сузір'ї Лев.
Цей об'єкт міститься в оригінальній редакції індексного каталогу.